# دوشان بوسيفسكي
دوشان بوسيفسكي مواليد 5 نوفمبر 1973 في سكوبيه، جمهورية مقدونيا، هو لاعب كرة سلة مقدوني سابق. بدأ مسيرته الاحترافية في سنة 1993. اعتزل اللعب في 2008.

## المسيرة الاحترافية
لعب مع شوليه باسكت في الدوري الفرنسي في سنة 2000، ثم لعب مع نادي زادار لكرة السلة في سنة 2002، ثم لعب مع نادي فوتسوافك لكرة السلة في موسم 2003–2004، ثم لعب مع نادي أوليمبيا لكرة السلة في موسم 2004–2005، ثم لعب مع نادي دينامو موسكو لكرة السلة في موسم 2005–2006.

## الإنجازات
فريق روبوتنيشي
- الدوري المقدوني لكرة السلة : 1993-1994، 1994-1995، 1995-1996، 1996-1997
- كأس مقدونيا لكرة السلة: 1994

نادي فوتسوافك لكرة السلة
- الدوري البولندي لكرة السلة: 2002-2003

نادي أوليمبيا لكرة السلة
- الدوري السلوفيني لكرة السلة: 2004-2005
- كأس سلوفينيا لكرة السلة: 2005

## روابط خارجية
- دوشان بوسيفسكي على موقع الاتحاد الدولي لكرة السلة (الإنجليزية)
- دوشان بوسيفسكي على موقع الدوري الأوروبي لكرة السلة (الإنجليزية)
- دوشان بوسيفسكي على موقع كرة السلة الأوروبية.كوم (الإنجليزية)
- دوشان بوسيفسكي على موقع ريلجم (الإنجليزية)
- دوشان بوسيفسكي على موقع بروبوليرز (الإنجليزية)
- دوشان بوسيفسكي على موقع سبورتس رفرنس (الإنجليزية)